# アルブレヒト2世 (メクレンブルク＝シュヴェリーン公)
アルブレヒト2世（Albrecht II., 1318年 - 1379年2月18日）は、メクレンブルク＝シュヴェリーン公（在位：1352年 - 1379年）。スウェーデン王も兼ねたアルブレクトの父。また、北欧三国（カルマル同盟）の君主を兼ねたエーリク・ア・ポンメルンの曾祖父でもある。父はメクレンブルク侯ハインリヒ2世、母はザクセン＝ヴィッテンベルク公アルブレヒト2世の娘アンナ。

## 生涯
1329年、父ハインリヒ2世の死に伴い、領土を弟のヨハン1世と共に相続、1348年に神聖ローマ皇帝カール4世によって公爵に昇叙され、1352年に領土を分割、ヨハン1世にシュタルガルトを分与（メクレンブルク＝シュタルガルト公国）、自らはメクレンブルクの広大な西部地域を保持し、1358年にシュヴェリーン一帯を獲得した後はシュヴェリーンを公爵の居所とした。
1335年4月に、スウェーデン王女エウフェミアと結婚した。彼女の父はスウェーデン王マグヌス3世の次男エリク・マグヌソン、母はノルウェー王ホーコン5世の娘インゲビョルグであり、兄マグヌス4世はその縁で両国の王に即位した。アルブレヒト2世もこの姻戚関係を元にスカンディナヴィア半島に地歩を築き、1362年にデンマーク王ヴァルデマー4世の長女インゲボーと長男のハインリヒと結婚させた。2人の間にアルブレヒト、マリア等の孫が生まれたが、マリアは1380年にポンメルン公ヴラティスラフ7世と結婚、エーリクを生む事になる。
一方、スウェーデンではマグヌス4世がスウェーデン貴族の争いに敗れ1364年に退位した。マグヌス4世には次男にホーコン6世がいたが（長男のエリク12世は既に死亡している）、貴族達は彼の即位を阻止すべくアルブレヒト2世の同名の次男（スウェーデン名アルブレクト）をスウェーデン王に選出した。
1379年に死去した。それから10年後の1389年にアルブレクトはデンマーク軍に敗れて廃位され、エーリクが1397年に即位する事になる。

## 家族
エウフェミア・アヴ・スヴェーリエ（1317年 - 1370年）との間に5人の子を儲けた。
1. ハインリヒ3世（1337年 - 1383年） - デンマーク王ヴァルデマー4世の娘インゲボーと結婚。娘マリアは北欧三国の王となったエーリク・ア・ポンメルン（エーリク7世）の母。
2. アルブレヒト3世（1338年 - 1412年） - スウェーデン王（1364年 - 1389年）
3. インゲボルク（1340年 - 1395年） - ブランデンブルク選帝侯ルートヴィヒ3世と結婚。死別後はホルシュタイン＝レンズブルク伯ハインリヒ2世と再婚。
4. アンナ（1343年 - 1415年） - ホルシュタイン＝キール伯アドルフ9世と結婚。
5. マグヌス1世（1345年 - 1384年）

エウフェミアの死後、1378年3月5日にアーデルハイト・フォン・ホーエンシュタイン（? - 1380年）と再婚したが、子は無かった。